# Colorines (Revueltas)

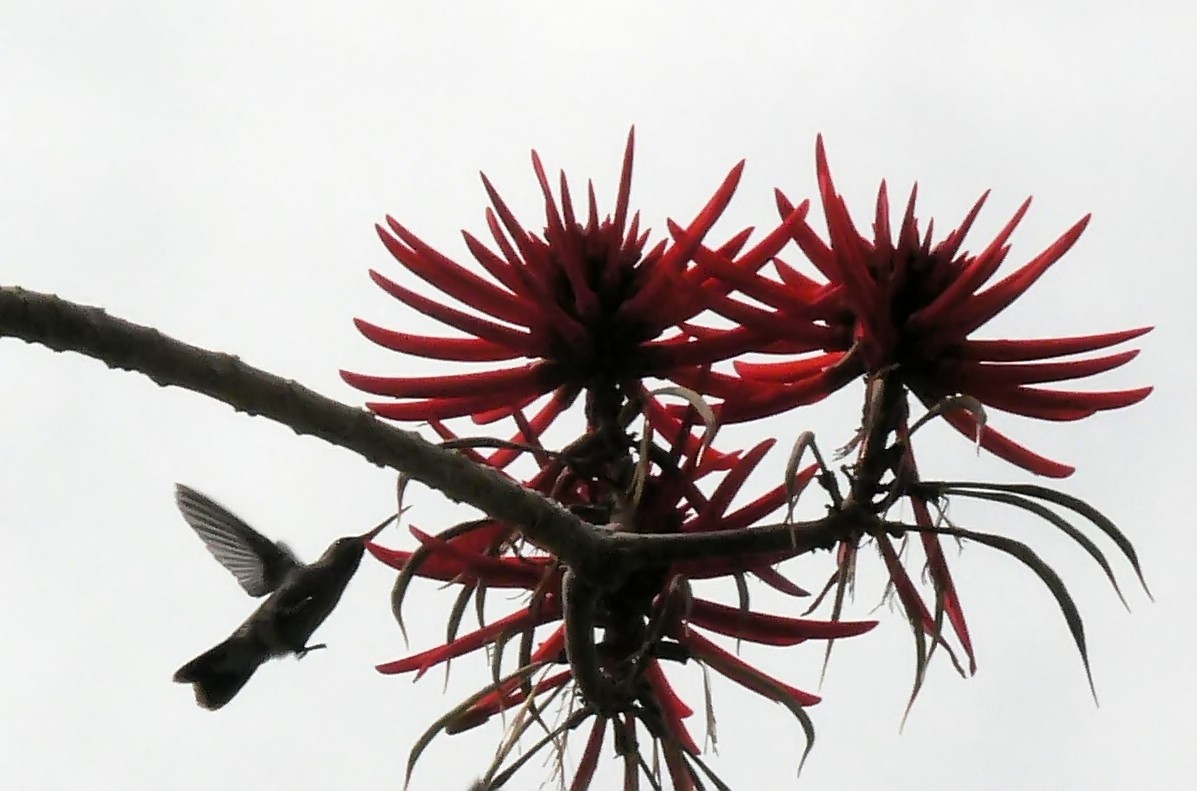
Flores colorín con colibrí

Colorines es un poema sinfónico para orquesta de cámara del compositor mexicano Silvestre Revueltas, escrito en 1932.

## Historia
La partitura de Colorines se completó en mayo de 1932  Slonimsky, 1945, 250;Stevenson, 2001 ). Aunque Otto Mayer-Serra (1941, 145)  dice que fue compuesto en 1933, esto no podría ser correcto debido a que se tienen registros de su interpretación el 4 de noviembre de 1932 en la New School for Social Research, PAAC Chamber Orchestra, dirigida por Nicolas Slonimsky (Root, 1972, 63). Deane Root, sin embargo, señala que el año de composición fue en 1930 (citando el programa de esa función de 1932).  Igualmente cita un programa dado el 30 de abril de 1933 en La Habana dentro de los Conciertos de la Filarmónica, La Habana, Dos Conciertos de Música Nueva, Teatro Nacional.) dirigidos por Slonimsky, que incluía Colorines (Root, 1972, 64).

## Contenido programático

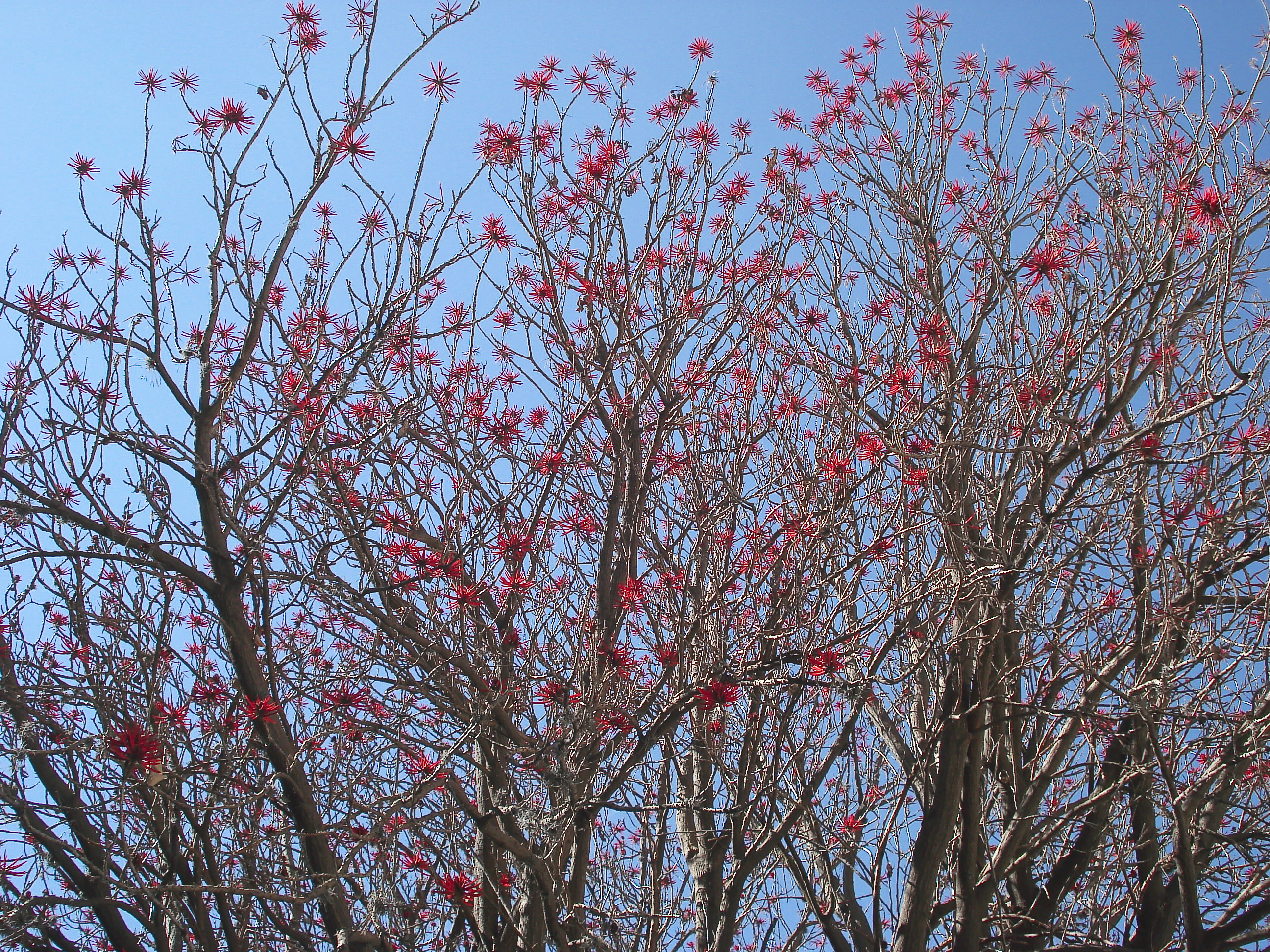
Colorín

Colorín ( colorines plural) es el nombre de un tipo de árbol, Erythrina americana o Coral Tree, también llamado Tzompāmitl . La palabra colorín significa color chillón, un color “chillón” o “fuerte” (Williams, 1959). Con respecto a la partitura de este nombre, Mayer-Serra señala que "no solo evoca el color profundo que los árboles de este nombre dan al paisaje, sino también los sentimientos de las indias que lucen collares hechos con la fruta roja y negra de este árbol, o de los niños jugando con ellos". (Mayer-Serra, 1941).

## Instrumentación
La obra fue compuesta para una orquesta de cámara con flautín, clarinete en Mi♭, clarinete en Si♭, oboe, uno o dos fagotes, corno francés, trompeta, trombón, xilófono, tambor, bombo, platillo, sonajas (maracas), violines I, violines II, y contrabajos.

## Análisis
Colorines, como la mayoría de las obras de un solo movimiento de Revueltas, está construida en forma ternaria A-B-A, con una estructura de tempo rápido-lento-rápido. El orden de los tempos es una consecuencia natural del desarrollo lírico de los materiales temáticos melódicos a medida que van desplegando progresivamente la narrativa de la obra (Hernández, 2009).

## Recepción
A principios de la década de 1930, estaba claro que el público mexicano prefería composiciones en las que el nacionalismo no estaba representado por el elemento precolombino de la cultura mexicana, sino más bien por la música popular mestiza. Para entonces, Revueltas había desarrollado un estilo en el que, en una textura similar a un collage, elementos musicales dispares del paisaje sonoro cultural de México (lo popular, lo moderno, lo urbano, lo campesino, lo indio, lo militar, la vida callejera, lo mercado, o el baile) a menudo se yuxtaponen de modo que a menudo chocan. Revueltas no pretendía que estos materiales coexistieran pacíficamente. Aunque la música a veces celebra la pluralidad y vitalidad de la sociedad mexicana, hay una violencia audible del conflicto de culturas y entre las estructuras sociales premodernas y modernas. Este estilo se manifestó a veces en un estilo duro, abstracto y modernista, y estas obras, como Esquinas y Ventanas (ambas de 1931) no fueron bien recibidas por el público, pero los ejemplos más líricos y tonales como Colorines fueron calurosamente elogiados (Saavedra, 2009).

## Discografía
- Miniatiury Simfonicheskie. Conjunto de solistas de la Filarmónica de Leningrado; Gennadi Rozhdestvensky, director. Joachín Turina, La oración del torero ; A. Panufnik, Dedicación a Chopin: cinco piezas para flauta y orquesta de cuerdas; Baldassare Galuppi, Obertura de la ópera El héroe chino; Silvestre Revueltas, Colorines; Gennadi Rozhdestvensky, Un brindis. Grabación LP, 12 pulgadas (estéreo). Melodiya C10-11449-50; URSS: Melodiya, 1978.
- Silvestre Revueltas. La coronela (versión original José Ives Limantour/ Eduardo Hernández Moncada); Itinerarios; Colorines. Sinfónica de Santa Bárbara. (1); Orquesta de Cámara Inglesa; Gisèle Ben-Dor, cond. Grabado el 12 de enero de 1998, Oxnard Performing Arts Centre, Calif. (Trabajos 1º y 2º) y el 19 de diciembre de 1997, Lyndhurst Studios, Londres (3º trabajo). Grabación de CD. Koch International Classics 3-7421-2H1. Port Washington, Nueva York : Koch International Classics, 1998. Publicado nuevamente, Naxos 8.572250; [Hong Kong]: Naxos, 2010.
- Troka. Silvestre Revueltas, Colorines; Música para charlar; Caminos; Troka; Batik; Redes. Moravská Filharmonie; Jorge Pérez-Gómez, cond. Grabación de CD (estéreo). Quindecim QP063; México: Quindecim, 2000.